# Omobranchus elegans
Omobranchus elegans är en fiskart som först beskrevs av Steindachner, 1876.  Omobranchus elegans ingår i släktet Omobranchus och familjen Blenniidae. Inga underarter finns listade i Catalogue of Life.